# 新社会民主党
新社会民主党是缅甸的一个政党，由当时的全缅学生联盟秘书长莫迪让于1988年成立。尽管该党与影响力较大的全國民主聯盟目标相似，但与其无关，并且独立于其他各方。

## 历史
为响应国家和平与发展委员会对8888民主運動的镇压以及缅甸的众多亲民主运动，1988年10月14日，学生与其他青年共同成立了新社会民主党。其原始组织“全缅学生同盟”（ABSL）在8888民主运动后被禁止参与政治改革。 军政府拒绝承认1990年緬甸議會選舉结果后，新社会民主党被宣布为非法组织，一千五百名党员被捕，其他民主运动和各方遭遇类似的下场。
在成立之初，新社会民主党继是全国民主联盟（NLD）之后的第二大党，吸引了许多来自高中和大学的年轻学生，其中许多是全缅学生同盟的成员。起初，新社会民主党作为全缅学生联合会联盟 (ABSU)的合法政治党派，参与到全国民主联盟（NLD）和其他民主党派的合作之中。

## 目标
该党声称其目标如下：
- 实现民主
- 维护人权
- 实现和平
- 建立联邦
- 建立公民社会